# Gröna stugan
Gröna stugan, var ett i september 1855 av J.G. Carlén i Stockholm stiftat sällskap, som hade till ändamål att förmedla ett otvunget och angenämt umgänge mellan bildade män ur olika samhällsklasser. 
Det övervägande antalet av dess medlemmar utgjordes av skriftställare och konstnärer. Resande notabiliteter hade fritt tillträde. Sammankomster hölls varje lördag på källaren Berzelius och om somrarna på Blå porten. Ständig ordförande var August Blanche (sällskapet hade inga andra ämbetsmän). Sällskapet, som i början var livskraftigt, tynade av omkring 1860 och än mer efter sällskapet Iduns stiftande (1862) samt upphörde helt 1864.

### Fotnoter
1. ↑  Kjellén, Alf: Johan Gabriel Carlén i Svenskt biografiskt lexikon